# My Death belongs to You
My Death belongs to You ist eine 2013 gegründete Funeral-Doom-Band.

## Geschichte
Der in Lausanne lebende Sergio „Bornyhake Ormenos“ Da Silva von Schammasch und Borgne begann 2013 daran Material zu erarbeiten, dass später Die Basis für My Death belongs to You wurde. Mit The World Seems to be Fading debütierte My Death belongs to You 2020 über Funere. Das Album wurde international herausragend angenommen und mit weiteren Veröffentlichungen des armenischen Labels als Beleg für die Qualität desselben beurteilt. Die Musik sei „riesig, mächtig und bedrohlich“, und verkörpere „das perfekte Gefühl von intensiver und tiefgreifender Angst“ als „etwas unheimlich Schönes und schrecklich Deprimierendes“. Das Album sei „gut geschrieben, gespielt und aufgenommen“, eine „Empfehlung“, insbesondere für am Genre interessierte Hörer. Der Anhängerschaft des Genres böte My Death belongs to you mit The World seems to be Fading „eine großartige Leistung die von vielen in der Szene aufgegriffen werden kann und sollte.“

## Stil
Mit My Death belongs to You spielt Da Silva einen atmosphärischen und melodischen Funeral Doom. Die Musik kombiniert „eisig langsames Tempo, mürrische Rhythmusgitarren, grimmig, traurige Melodien und pechschwarzem gutturales Growling“. Ergänzt wird die Musik durch Piano-Spuren, gesprochene Passagen und einer als „schwer und ausgehungert“ beschriebenen Atmosphäre.

## Diskografie
- 2020: The World Seems to be Fading (Album, Funere)